# Каракамыс (Западно-Казахстанская область)
Каракамыс (каз. Қарақамыс) — село в Каратобинском районе Западно-Казахстанской области Казахстана. Административный центр Саралжынского сельского округа. Код КАТО — 275047100.

## Население
В 1999 году население села составляло 1708 человек (876 мужчин и 832 женщины). По данным переписи 2009 года, в селе проживало 1415 человек (744 мужчины и 671 женщина).